# William Anderson (ciclista)
William "Will" Anderson (datas desconhecidas) foi um ciclista canadense que competia em provas de pista.
Competiu nos Jogos Olímpicos de 1908 em Londres, onde conquistou a medalha de bronze, juntamente com Walter Andrews, Frederick McCarthy e William Morton, na prova de perseguição por equipes. Ele também participou na prova dos 5000 m e dos 20 km, sendo eliminado na primeira rodada, assim como nos 100 km.